# Arena (альбом Duran Duran)
Arena — перший живий альбом англійської групи Duran Duran, який був випущений 12 листопада 1984 року.

## Композиції
1. Is There Something I Should Know? — 4:34
2. Hungry Like the Wolf — 4:01
3. New Religion — 5:37
4. Save a Prayer — 6:12
5. The Wild Boys — 4:18
6. The Seventh Stranger — 5:05
7. The Chauffeur — 5:23
8. Union of the Snake — 4:09
9. Planet Earth — 4:31
10. Careless Memories — 4:07

## Учасники запису
- Саймон Ле Бон — вокал
- Нік Роудс — клавішні
- Джон Тейлор — бас-гітара
- Роджер Тейлор — ударні
- Енді Тейлор — гітара